# Fritz Pollard, Jr.
Fritz Pollard (eigentlich Frederick Douglass Pollard Jr.; * 18. Februar 1915 in Springfield, Massachusetts; † 14. Februar 2003 in Washington, D.C.) war ein US-amerikanischer Hürdenläufer, dessen Spezialstrecke die 110-Meter-Distanz war.
Der Sohn des afroamerikanischen American-Football-Pioniers Fritz Pollard zeichnete sich schon an der Nicholas Senn High School in der Leichtathletik und im American Football aus. Als Student an der University of North Dakota qualifizierte er sich für die Olympischen Spiele in Berlin, bei denen er hinter seinem Landsmann Forrest Towns und dem Briten Don Finlay Bronze gewann. 1938 wurde er in die All-American-Football-Auswahl nominiert.
Pollard leitete im weiteren Verlauf seiner Karriere das Office of Equal Employment Opportunity des US-Außenministeriums.